# Ioan Moșneguțu
Ioan Moșneguțu, pe numele său de civil Ion Victor Moșneguțu (n. 29 ianuarie 1979, Prajila, raionul Florești, RSS Moldovenească, URSS) este un arhiereu din Republica Moldova, care deține din 8 martie 2015 rangul de episcop de Soroca, vicar al Mitropoliei Chișinăului și a Întregii Moldove, aflate sub jurisdicția canonică a Patriarhiei Moscovei și a întregii Rusii. Din data de 30 mai 2024, este înființată Eparhia de Soroca și Drochia în fruntea căreia este Preasfințitul Ioan. În data de 13 aprilie 2025 prin decizia Patriarhului Chiril, ÎPS Mitrolpolit VLADIMIR îl ridică în rangul de Arhiepiscop.

## Biografie și activitate ecleziastică
Moșneguțu Ion Victor s-a născut la data de 27 ianuarie 1979, din părinții Victor și Larisa Moșneguțu, în satul Prajila, raionul Florești, Republica Moldova. La Botez a primit numele Ioan, în cinstea Sfântului Prooroc Ioan Botezătorul.
- 1986-1992 – urmează școala în satul natal Prajila, raionul Florești;
- 1992-1994 – urmează gimnaziul în orașul Florești;
- 1996 – absolvă școala medie de cultură generală din satul de baștină;
- 1996-2000 – studiază la Academia de Teologie Ortodoxă din Chișinău;
- 2006-2007 – urmează cursurile de master la Universitatea de Stat din Moldova, Facultatea de Istorie și Psihologie;
- 2009-2011 – studiază la Aspirantura Duhovnicească “Sfinții Întocmai cu Apostolii Chiril și Metodie” din Moscova;
- 2010-prezent – urmează cursurile de Doctorat la Universitatea de Stat din Moldova, Facultatea de Istorie și Filosofie.
- La data de 5 martie 2006 este hirotonit în treapta de diacon celibatar, în Catedrala Mitropolitană “Nașterea Domnului” din mun. Chișinău, de către Înaltpreasfințitul VLADIMIR, Mitropolit al Chișinăului și al întregii Moldove;
- La data de 22 mai 2006 este hirotonit în treapta de preot celibatar în Catedrala Mitropolitană „Nașterea Domnului” din mun. Chișinău, de către Înaltpreasfințitul VLADIMIR, Mitropolit al Chișinăului și al întregii Moldove;
- La data de 12 aprilie 2008, este tuns în monahism de către Înaltpreasfințitul VLADIMIR, Mitropolit al Chișinăului și al întregii Moldove, în Catedrala Mitropolitană „Nașterea Domnului” din mun. Chișinău, primind numele IOAN, în cinstea Sfântului Apostol și Evanghelist Ioan Teologul;
- 2007-2008 – Paroh al bisericii „Sfinții Arhangheli Mihail și Gavriil” din s. Cotiujenii Mari, raionul Șoldănești;
- 2007-2008 – Protopop al bisericilor din raionul Șoldănești;
- 2007-prezent – Membru al Comisiei Eparhiale pentru Cenzură Canonică și Editură;
- 2008-2014 – Egumen al Sfintei Mănăstiri „Adormirea Maicii Domnului” din s. Hârbovăț, raionul Călărași;
- 2008-2011 – Director al Școlii de Cântăreți Bisericești de pe lângă Mănăstirea Hârbovăț;
- 27-29 ianuarie 2009 – Membru al Soborului Local al Bisericii Ortodoxe Ruse, reprezentând Episcopia de Ungheni și Nisporeni;
- 2009-2012 – Membru al Judecății Mitropolitane;
- 2010-2013 – Secretar al Episcopiei de Ungheni și Nisporeni;
- 2011-2014 – Membru al Consiliului Eparhial al Episcopiei de Ungheni și Nisporeni;
- 2011-2014 – Președinte al Judecății Eparhiale a Episcopiei de Ungheni și Nisporeni;
- 2011-2014 – Președinte al Sectorului Eparhial Relații cu Mass-Media al Episcopiei de Ungheni și Nisporeni;
- 2011-2014 – Președinte al Comisiei Eparhiale pentru examinarea candidaților la hirotonie;
- 2011-2013 – Profesor de Teologie Dogmatică la Școala Eparhială de Teologie „Sf. Cuv. Paisie Velicicovschi” din or. Ungheni;
- 2012 – 2015 Secretar al Comisiei Sinodale pentru Canonizarea Sfinților Bisericii Ortodoxe din Moldova;
- 2014 – 2015 – Stareț al Sfintei Mănăstiri „Adormirea Maicii Domnului”, s. Țîpova, r. Rezina.
- 2015 – Prezent – Stareț de onoare al Sfintei Mănăstiri „Adormirea Maicii Domnului”, s. Țîpova, r. Rezina.
- 2015 – Prezent – Paroh al Catedralei Episcopale „Adormirea Maicii Domnului” din or. Soroca.
- 2016 – Prezent – Președinte al Sectorului Sinodal Comunicare Instituțională și Relații cu Mass-Media.

## Episcop de Soroca, Vicar al Mitropoliei Chișinăului și a Întregii Moldove
La data de 25 decembrie 2014 – ales de către Sfântul Sinod al Bisericii Ortodoxe Ruse episcop de Soroca, Vicar al Mitropoliei Chișinăului și a Întregii Moldove.
- 18 ianuarie 2015 – ipopsifiat în treapta de Episcop de Soroca în paraclisul „Icoana Maicii Domnului de Vladimir” din incinta reședinței patriarhale, or. Moscova de către Preafericitul Patriarh Kiril și următorii arhierei: ÎPS Arsenie, Mitropolit de Istra, ÎPS Marc, Arhiepiscop de Egorievsk, PS Teofilact, Episcop de Dmitrov, PS Serghie, Episcop de Solnecinogorsk, PS Tihon, Episcop de Podolsk și PS Sava, Episcop de Voscresensk.
- 8 martie 2015 – hirotonit în treapta de Episcop de Soroca, Vicar al Mitropoliei Chișinăului și a Întregii Moldove în biserica „Învierea Domnului” din cadrul mănăstirii „Acoperământul Maicii Domnului”  din or. Moscova de către Preafericitul Patriarh Kiril și următorii arhierei: ÎPS Vladimir, Mitropolit al Chișinăului și al Întregii Moldove, ÎPS Ilarion, Mitropolit de Volocolamsk, ÎPS Arsenie, Mitropolit de Istra, ÎPS Sava, Arhiepiscop de Tiraspol și Dubăsari, ÎPS Teognost, Arhiepiscop de Serghiev-Posad, PS Anatolie, Episcop de Cahul și Comrat, PS Serghie, Episcop de Solnecinogorsk, PS Nicodim, Episcop de Edineț și Briceni și PS Ambrozie, Episcop de Neftekamsk și Birsk.

## Distincții bisericești și de stat
Episcopul Ioan a fost decorat cu distincții bisericești și de stat:
- 22.05.2006 – Bederniță;
- 18.08.2007 – Camilafcă;
- 18.08.2007 / 21.05.2008 – Cruce de aur;
- 28.09.2008 – Egumen (Țara Sfântă, biserica Învierii);
- 28.09.2008 – Paliță (Țara Sfântă, orașul Nazaret);
- 28.09.2008 – Cruce cu pietre scumpe (Țara Sfântă, muntele Tabor);
- 24.10.2010 – Rangul de Arhimandrit (Țara Sfântă, biserica Învierii);
- 09.01.2011 – Toiag de Egumen;
- 04.12.2011 – Ușile Împărătești deschise până la  „Heruvic” (Țara Sfântă, biserica Învierii);
- 21.05.2012  – Ușile Împărătești deschise până la „Tatăl nostru…”;
- 2005 – Medalia „Sf.Cuv.Paisie Velicicovski”;
- 2008 – Ordin „Sf. Cneaz Daniel al Moscovei”;
- 2012 – Ordin „Sf. Cuv. Paisie Velicicovski”;
- 2012 – Medalia „Sf.Cneaz Alexandru Nevski”, gr. I (Episcopia de Ungheni și Nisporeni)
- 2013 – Ordin „Sf. Ap. și Ev. Ioan Teologul”, gr. II; (Biserica Ortodoxă din Ucraina)
- 2013 – Medalia „Sf. Apostoli Petru și Pavel”, gr. II (Episcopia de Ungheni și Nisporeni)
- 2014  – Ordinul „Meritul Bisericesc”, gr.II;
- 2015 – Medalia jubiliară „1000 ani de la trecerea la cele veșnice a Sf. Kneaz Vladimir” (Biserica Ortodoxă Rusă);
- 2015 – Medalia jubiliară „130 ani ai Eparhiei de Ekaterinburg”;
- 2016 – Medalia „Sf. Ierarh Vasile cel Mare”, gr. I (Episcopia de Edineț și Briceni);
- 2011 – Medalia „Meritul Civic”, acordată de Președintele Republicii Moldova;
- 2018 – Ordinul „Gloria Muncii”, acordat de Președintele Republicii Moldova;
- 15 august 2019 - Cetățean de Onoare al Raionului Soroca.